# Ron de Vos van Steenwijk
Ronald (Ron) de Vos van Steenwijk (Den Haag, 17 maart 1960 - Rijswijk, 29 december 2003) was een Nederlandse voetballer die bij voorkeur speelde als verdediger. De Vos van Steenwijk speelde bij Fortuna Vlaardingen, Germinal Ekeren, Lierse SK en ADO Den Haag.

## Carrière
De Vos van Steenwijk speelde in de jeugd bij FC Den Haag, maar wist de stap naar het eerste team niet te maken. Bij Fortuna Vlaardingen speelde hij 62 competitiewedstrijden waarin hij 3 doelpunten maakte. Na het faillissement van de club in 1982 ging hij naar Germinal Ekeren in België. Na een half jaar trok hij naar Lierse SK waar hij onder meer samenspeelde met Johan Boskamp. In 1987 keerde hij terug bij FC Den Haag. In 1988 beëindigt hij zijn profvoetbalcarrière en speelde daarna nog in het Haagse amateurvoetbal.
De Vos van Steenwijk stierf op 29 december 2003 aan een hartstilstand.